# アマゾン薬局
Amazon Pharmacy（アマゾンファーマシー）は、Amazonの子会社で、アメリカ合衆国発のオンライン薬局である。Amazon Pharmacyのサービスは2020年11月17日にアメリカ合衆国で開始され、2024年7月23日から日本においてもサービスの提供が開始された。 日本においては、アマゾン薬局とも呼ばれている。

## 発足とビジネスモデル
2020年11月17日、AmazonはAmazon Pharmacyの設立を発表した。 この動きは、「間違いなくAmazonがこれまでで最も幅広くヘルスケア事業に参入した」と評された。
Amazon Pharmacyのビジネスは売上に基づいている。Amazon Pharmacyは、Amazonプライム会員に処方箋を無料で2日以内に宅配するサービスを提供している。 Amazon Pharmacyは、保険や医療情報を管理するために、顧客に安全な薬局プロフィールを確立するよう求めている。 Amazon Pharmacyは、薬剤師によるヘルプラインや保険未加入者向けの割引プログラムを提供する意向を発表した。
Amazon Pharmacyが直面する課題には、顧客が医師に処方箋の振り替えを依頼する必要性、近隣の実店舗を利用する顧客の習慣、薬剤師と直接話したいという顧客の要望などがある。

## 既存産業への影響
Amazon Pharmacyの設立は、小売薬局部門の混乱を招くと予想されていた。 Amazon Pharmacyのサービスが発表された当日、競合他社の株価は下落した。GoodRxは20%、Rite Aidは16%、WalgreensとCVS Pharmacyはそれぞれ9%下落した。 これらのAmazon Pharmacyのサービス開始にともなう株価下落で、ドラッグストア、医薬品販売会社、医療保険会社は約220億ドルの市場価値を失った。
シティ・リサーチは、Amazon Pharmacyのサービス開始は「システムの混乱と競争上の脅威であり、小売チャネルからスクリプト（処方箋）がシフトする可能性が高い」と分析した。 エドワーズ・ジョーンズのアナリストは、Amazon Pharmacyは大手ドラッグストアチェーンの購買力を持たない小規模ドラッグストアにとって特に脅威であるとの見解を示した。

## オンライン薬局ピルパックとの関係
Amazon Pharmacyの設立は、2018年6月、先行してオンライン薬局を運営していたピルパックをAmazonが7億5300万米ドルで買収したことに始まる。 暫定的な措置として、Amazonは2019年11月にピルパックを「PillPack, by Amazon Pharmacy」としてリブランディングした。 その後のAmazon Pharmacyの立ち上げに伴い、Amazonはピルパックが「慢性疾患のために毎日複数の薬を管理する顧客のための明確なサービス」として運営を継続すると発表した。